# Johannes Thingnes Bø
000In deze naam is de middelste naam de maternale achternaam Thingnes. De achterste naam is de familienaam, de paternale achternaam Bø.
Johannes Thingnes Bø (Stryn, 16 mei 1993) is een Noorse biatleet. Bø vertegenwoordigde zijn vaderland op de Olympische Winterspelen 2014 in Sotsji, op de Olympische Winterspelen 2018 in Pyeongchang en op de Olympische Winterspelen 2022 in Peking. Hij is de jongere broer van olympisch- en wereldkampioen biatleet Tarjei Bø. Bø staat bekend als een biatleet die uitmuntende skisnelheid heeft, daarmee maakt hij vaak het verschil in wedstrijden.

## Carrière

### Eerste wereldbekeroverwinningen en Olympisch debuut
Bij zijn wereldbekerdebuut, in maart 2013 in Oslo, scoorde Bø direct zijn eerste wereldbekerpunten. In november 2013 behaalde de Noor in Östersund zijn eerste toptienklassering in een wereldbekerwedstrijd. Op 14 december 2013 boekte hij in Le Grand Bornand zijn eerste wereldbekerzege. Datzelfde seizoen boekte Bø overwinningen in de wereldbeker, waardoor hij ook op de derde plaats eindigde in de eindstand van de algemene wereldbeker. Tijdens de Olympische Winterspelen van 2014 in Sotsji behaalde hij met een achtste plaats op de 15 kilometer massastart zijn beste individuele resultaat, op de estafette eindigde hij samen met Tarjei Bø, Ole Einar Bjørndalen en Emil Hegle Svendsen op de vierde plaats.

### De eerste keer wereldkampioen
Op de wereldkampioenschappen biatlon 2015 in Kontiolahti werd Bø wereldkampioen op de 10 kilometer sprint. Daarnaast eindigde hij als zesde op de 15 kilometer massastart, als zevende op de 20 kilometer individueel en als 31e op de 12,5 kilometer achtervolging. Samen met Ole Einar Bjørndalen, Tarjei Bø en Emil Hegle Svendsen sleepte hij de zilveren medaille in de wacht op de estafette, op de gemengde estafette legde hij samen met Fanny Horn, Tiril Eckhoff en Tarjei Bø beslag op de bronzen medaille. In Oslo nam de Noor deel aan de wereldkampioenschappen biatlon 2016. Op dit toernooi veroverde hij op de slotdag de wereldtitel, eerder werd hij vierde op zowel de 10 kilometer sprint, de 12,5 kilometer achtervolging als de 20 kilometer individueel. Op de estafette werd hij samen met Ole Einar Bjørndalen, Tarjei Bø en Emil Hegle Svendsen wereldkampioen. Samen met Marte Olsbu, Tiril Eckhoff en Tarjei Bø behaalde hij de bronzen medaille op de gemengde estafette. Eerder dat seizoen eindigde Bø op de tweede plaats in de eindstand van de algemene wereldbeker.

### 2017-2020: Strijd met Fourcade
Tijdens het seizoen 2017/2018 is Bø goed voor 8 individuele wereldbekerzeges en 3 zeges in de estafettenummers. Hierdoor wordt hij eindwinnaar van het wereldbekerklassement op de 20km individueel en eindigt hij opnieuw tweede in de algemene eindstand van de wereldbeker, achter de Fransman Martin Fourcade die samen met Bø het seizoen domineert. Op de OS van 2018 in Pyeongchang bevestigt Bø zijn heerschappij op het individuele nummer dankzij een gouden medaille op de 20 km individueel. Hij behaalt ook twee zilveren medailles in de estafettenummers. Op de andere nummers blijft Bø toch onder de verwachtingen met een 31e plaats op de 10 km sprint, een 21e plaats op de 12,5 km achtervolging en de 16e op de 15 km massastart.
Het seizoen 2018/2019 wordt volledig door Bø gedomineerd: met maar liefst 16 individuele zeges en 5 zeges in de estafettenummers is hij dan ook de beste in de eindklassementen van alle disciplines van de wereldbeker. Op de Wereldkampioenschappen biatlon 2019 behaalt hij 4 gouden en 1 zilveren medaille.
Het seizoen 2019/2020 won Bø zijn tweede opeenvolgende wereldbeker-eindzege na een titanenstrijd met Martin Fourcade. Door het afgelasten van de laatste wereldbeker manche omwille van het coronavirus, werd Bø eindwinnaar met slechts 2 punten voorsprong op Fourcade. Hij won bovendien ook de disciplinecup en de wereldtittel in het onderdeel massastart.

### 2021-2023: Hegemonie
Na het afscheid van Martin Fourcade op het einde van het seizoen 2019/2020 werd Bø de onbetwiste ster van het biatlon bij de mannen. Tijdens het seizoen 2020/2021 bevestigde Bø die status door voor een derde opeenvolgde keer het eindklassement van de wereldbeker op zijn naam te schrijven.
Het seizoen 2021/2022 lag de focus van Bø hoofdzakelijk op de Olympische Winterspelen 2022 waar Bø met vier gouden medailles een van de uitblinkers van de spelen werd. Na zijn succesvolle spelen besloot Bø zijn seizoen voortijdig te staken, waardoor hij zijn kansen op een vierde opeenvolgende eindzege in de wereldbeker tot nul werden herleid.
Tijdens het seizoen 2022/2023 domineerde Bø de wereldbeker, met 16 individuele zeges op 19 starts, liet hij weinig over voor de concurrentie. Dit resulteerde in een vierde eindzege in de wereldbeker, daarnaast won hij ook de disciplinecups in de onderdelen sprint en achtervolging. Ook op wereldkampioenschappen biatlon 2023 etaleerde Bø zijn dominantie door in elk event minstens een medaille te winnen 7 in totaal, waarvan 5 gouden.

## Resultaten

### Olympische Winterspelen
| Jaar | Plaats      | Onderdeel   | Onderdeel | Onderdeel     | Onderdeel  | Onderdeel | Onderdeel          |
| Jaar | Plaats      | Individueel | Sprint    | Achtervolging | Massastart | Estafette | Gemengde estafette |
| ---- | ----------- | ----------- | --------- | ------------- | ---------- | --------- | ------------------ |
| 2014 | Sotsji      | 11e         | 54e       | 32e           | 8e         | 4e        | –                  |
| 2018 | Pyeongchang | ↑           | 31e       | 21e           | 16e        | ↑         | ↑                  |
| 2022 | Peking      | ↑           | ↑         | 5e            | ↑          | ↑         | ↑                  |

### Wereldkampioenschappen
| Jaar | Plaats      | Onderdeel   | Onderdeel | Onderdeel     | Onderdeel  | Onderdeel | Onderdeel          | Onderdeel                 |
| Jaar | Plaats      | Individueel | Sprint    | Achtervolging | Massastart | Estafette | Gemengde estafette | Single gemengde estafette |
| ---- | ----------- | ----------- | --------- | ------------- | ---------- | --------- | ------------------ | ------------------------- |
| 2015 | Kontiolahti | 7e          | Goud      | 31e           | 6e         | Zilver    | Brons              |                           |
| 2016 | Oslo        | 4e          | 4e        | 4e            | Goud       | Goud      | Brons              |                           |
| 2017 | Hochfilzen  | 8e          | Zilver    | Zilver        | Zilver     | 8e        | 8e                 |                           |
| 2019 | Östersund   | 9e          | Goud      | Zilver        | 13e        | Goud      | Goud               | Goud                      |
| 2020 | Antholz     | Zilver      | 5e        | Zilver        | Goud       | Zilver    | Goud               | Goud                      |
| 2021 | Pokljuka    | 5e          | 5e        | Brons         | 8e         | Goud      | Goud               | Zilver                    |
| 2023 | Oberhof     | Goud        | Goud      | Goud          | Brons      | Zilver    | Goud               | Goud                      |

### Wereldkampioenschappen junioren
| Jaar | Plaats       | Onderdeel   | Onderdeel | Onderdeel     | Onderdeel |
| Jaar | Plaats       | Individueel | Sprint    | Achtervolging | Estafette |
| ---- | ------------ | ----------- | --------- | ------------- | --------- |
| 2012 | Kontiolahti  | –           | –         | –             | Goud      |
| 2013 | Obertilliach | 9e          | Zilver    | Goud          | Goud      |

### Wereldbeker
Eindklasseringen
| Seizoen   | Algemeen | Individueel | Sprint | Achtervolging | Massastart |
| --------- | -------- | ----------- | ------ | ------------- | ---------- |
| 2012/2013 | 59e      | –           | 60e    | 49e           | –          |
| 2013/2014 | Brons    | 13e         | Brons  | 5e            | 10e        |
| 2014/2015 | 5e       | 5e          | 5e     | 15e           | 9e         |
| 2015/2016 | Zilver   | 5e          | Brons  | Brons         | 4e         |
| 2016/2017 | Brons    | 4e          | 5e     | 4e            | 6e         |
| 2017/2018 | Zilver   | Goud        | Zilver | Zilver        | Zilver     |
| 2018/2019 | Goud     | Goud        | Goud   | Goud          | Goud       |
| 2019/2020 | Goud     | Zilver      | Brons  | 4e            | Goud       |
| 2020/2021 | Goud     | Zilver      | Goud   | Zilver        | Zilver     |
| 2021/2022 | 13e      | 4e          | 20e    | 22e           | 22e        |
| 2022/2023 | Goud     | 7e          | Goud   | Goud          | Zilver     |

Wereldbekerzeges
| Nr.         | Datum            | Plaats                  | Onderdeel                      |             |
| Individueel | Individueel      | Individueel             | Individueel                    | Individueel |
| ----------- | ---------------- | ----------------------- | ------------------------------ | ----------- |
| 1.          | 14 december 2013 | Le Grand Bornand        | 10 km sprint                   |             |
| 2.          | 15 december 2013 | Le Grand Bornand        | 12,5 km achtervolging          |             |
| 3.          | 13 maart 2014    | Kontiolahti             | 10 km sprint                   |             |
| 4.          | 15 maart 2014    | Kontiolahti             | 10 km sprint                   |             |
| 5.          | 16 maart 2014    | Kontiolahti             | 12,5 km achtervolging          |             |
| 6.          | 12 december 2014 | Hochfilzen              | 10 km sprint                   |             |
| 7.          | 17 januari 2015  | Ruhpolding              | 10 km sprint                   |             |
| 8.          | 7 maart 2015     | Kontiolahti             | 10 km sprint (WK)              |             |
| 9.          | 8 januari 2016   | Ruhpolding              | 10 km sprint                   |             |
| 10.         | 11 februari 2016 | Presque Isle            | 10 km sprint                   |             |
| 11.         | 13 maart 2016    | Oslo                    | 15 km massastart (WK)          |             |
| 12.         | 22 januari 2017  | Antholz                 | 15 km massastart               |             |
| 13.         | 17 maart 2017    | Oslo                    | 10 km sprint                   |             |
| 14.         | 30 november 2017 | Östersund               | 20 km individueel              |             |
| 15.         | 8 december 2017  | Hochfilzen              | 10 km sprint                   |             |
| 16.         | 9 december 2017  | Hochfilzen              | 12,5 km achtervolging          |             |
| 17.         | 15 december 2017 | Le Grand Bornand        | 10 km sprint                   |             |
| 18.         | 16 december 2017 | Le Grand Bornand        | 12,5 km achtervolging          |             |
| 19.         | 14 januari 2018  | Ruhpolding              | 15 km massastart               |             |
| 20.         | 19 januari 2018  | Antholz                 | 10 km sprint                   |             |
| 21.         | 20 januari 2018  | Antholz                 | 12,5 km achtervolging          |             |
| 22.         | 7 december 2018  | Pokljuka                | 10 km sprint                   |             |
| 23.         | 9 december 2018  | Pokljuka                | 12,5 km achtervolging          |             |
| 24.         | 14 december 2018 | Hochfilzen              | 10 km sprint                   |             |
| 25.         | 20 december 2018 | Nové Město na Moravě    | 10 km sprint                   |             |
| 26.         | 22 december 2018 | Nové Město na Moravě    | 12,5 km achtervolging          |             |
| 27.         | 23 december 2018 | Nové Město na Moravě    | 15 km massastart               |             |
| 28.         | 12 januari 2019  | Oberhof                 | 12,5 km achtervolging          |             |
| 29.         | 16 januari 2019  | Ruhpolding              | 10 km sprint                   |             |
| 30.         | 20 januari 2019  | Ruhpolding              | 15 km massastart               |             |
| 31.         | 25 januari 2019  | Antholz                 | 10 km sprint                   |             |
| 32.         | 26 januari 2019  | Antholz                 | 12,5 km achtervolging          |             |
| 33.         | 7 februari 2019  | Canmore                 | 20 km individueel              |             |
| 34.         | 9 maart 2019     | Östersund               | 10 km sprint (WK)              |             |
| 35.         | 22 maart 2019    | Oslo                    | 10 km sprint                   |             |
| 36.         | 23 maart 2019    | Oslo                    | 12,5 km achtervolging          |             |
| 37.         | 24 maart 2019    | Oslo                    | 15 km massastart               |             |
| 38.         | 1 december 2019  | Östersund               | 10 km sprint                   |             |
| 39.         | 13 december 2019 | Hochfilzen              | 10 km sprint                   |             |
| 40.         | 14 december 2019 | Hochfilzen              | 12,5 km achtervolging          |             |
| 41.         | 21 december 2019 | Annecy-Le Grand Bornand | 12,5 km achtervolging          |             |
| 42.         | 22 december 2019 | Annecy-Le Grand Bornand | 15 km massastart               |             |
| 43.         | 23 januari 2020  | Pokljuka                | 20 km individueel              |             |
| 44.         | 23 februari 2020 | Antholz                 | 15 km massastart (WK)          |             |
| 45.         | 6 maart 2020     | Nové Město na Moravě    | 10 km sprint                   |             |
| 46.         | 8 maart 2020     | Nové Město na Moravě    | 15 km massastart               |             |
| 47.         | 12 maart 2020    | Kontiolahti             | 10 km sprint                   |             |
| 48.         | 29 november 2020 | Kontiolahti             | 10 km sprint                   |             |
| 49.         | 8 januari 2021   | Oberhof                 | 10 km sprint                   |             |
| 50.         | 13 januari 2021  | Oberhof                 | 10 km sprint                   |             |
| 51.         | 24 januari 2021  | Antholz                 | 15 km massastart               |             |
| 52.         | 17 december 2021 | Annecy-Le Grand Bornand | 10 km sprint                   |             |
| 53.         | 3 december 2022  | Kontiolahti             | 10 km sprint                   |             |
| 54.         | 4 december 2022  | Kontiolahti             | 12,5 km achtervolging          |             |
| 55.         | 9 december 2022  | Hochfilzen              | 10 km sprint                   |             |
| 56.         | 11 december 2022 | Hochfilzen              | 12,5 km achtervolging          |             |
| 57.         | 15 december 2022 | Annecy-Le Grand Bornand | 10 km sprint                   |             |
| 58.         | 6 januari 2023   | Pokljuka                | 10 km sprint                   |             |
| 59.         | 7 januari 2023   | Pokljuka                | 12,5 km achtervolging          |             |
| 60.         | 11 januari 2023  | Ruhpolding              | 20 km individueel              |             |
| 61.         | 11 januari 2023  | Ruhpolding              | 15 km massastart               |             |
| 62.         | 20 januari 2023  | Antholz                 | 10 km sprint                   |             |
| 63.         | 21 januari 2023  | Antholz                 | 12,5 km achtervolging          |             |
| 64.         | 2 maart 2023     | Nové Město na Moravě    | 10 km sprint                   |             |
| 65.         | 4 maart 2023     | Nové Město na Moravě    | 12,5 km achtervolging          |             |
| 66.         | 16 maart 2023    | Oslo                    | 10 km sprint                   |             |
| 67.         | 18 maart 2023    | Oslo                    | 12,5 km achtervolging          |             |
| 68.         | 19 maart 2023    | Oslo                    | 15 km massastart               |             |
| 69.         | 9 december 2023  | Hochfilzen              | 12,5 km achtervolging          |             |
| 70.         | 16 december 2023 | Lenzerheide             | 12,5 km achtervolging          |             |
| 71.         | 17 december 2023 | Lenzerheide             | 15 km massastart               |             |
| Estafettes  |                  |                         |                                |             |
| 1.          | 15 januari 2015  | Ruhpolding              | 4×7,5 km estafette             |             |
| 2.          | 25 januari 2015  | Rasen-Antholz           | 4×7,5 km estafette             |             |
| 3.          | 6 februari 2015  | Nové Město na Moravě    | Gemengde estafette             |             |
| 4.          | 29 november 2015 | Östersund               | Gemengde estafette             |             |
| 5.          | 15 januari 2016  | Ruhpolding              | 4×7,5 km estafette             |             |
| 6.          | 13 februari 2016 | Presque Isle            | 4×7,5 km estafette             |             |
| 7.          | 12 maart 2016    | Oslo                    | 4×7,5 km estafette (WK)        |             |
| 8.          | 27 november 2016 | Östersund               | Gemengde estafette             |             |
| 9.          | 26 november 2017 | Östersund               | Gemengde estafette             |             |
| 10.         | 12 januari 2018  | Ruhpolding              | 4×7,5 km estafette             |             |
| 11.         | 18 maart 2018    | Oslo                    | 4×7,5 km estafette             |             |
| 12.         | 18 januari 2019  | Ruhpolding              | 4×7,5 km estafette             |             |
| 13.         | 8 februari 2019  | Canmore                 | 4×7,5 km estafette             |             |
| 14.         | 7 maart 2019     | Östersund               | Gemengde estafette (WK)        |             |
| 15.         | 14 maart 2019    | Östersund               | Single gemengde estafette (WK) |             |
| 16.         | 16 maart 2019    | Östersund               | 4×7,5 km estafette (WK)        |             |
| 17.         | 7 december 2019  | Östersund               | 4×7,5 km estafette             |             |
| 18.         | 15 december 2019 | Hochfilzen              | 4×7,5 km estafette             |             |
| 19.         | 13 februari 2020 | Rasen-Antholz           | 4x6 km gemengde estafette (WK) |             |
| 20.         | 20 februari 2020 | Rasen-Antholz           | Single gemengde estafette (WK) |             |
| 21.         | 7 maart 2020     | Nové Město na Moravě    | 4×7,5 km estafette             |             |
| 22.         | 6 december 2020  | Kontiolahti             | 4×7,5 km estafette             |             |
| 23.         | 10 februari 2021 | Pokljuka                | Gemengde estafette (WK)        |             |
| 24.         | 20 februari 2021 | Pokljuka                | 4×7,5 km estafette (WK)        |             |
| 25.         | 14 maart 2021    | Nové Město na Moravě    | Gemengde estafette             |             |
| 26.         | 4 december 2021  | Östersund               | 4×7,5 km estafette             |             |
| 27.         | 12 december 2021 | Hochfilzen              | 4×7,5 km estafette             |             |
| 28.         | 8 januari 2022   | Oberhof                 | Gemengde estafette             |             |
| 29.         | 23 januari 2022  | Rasen-Antholz           | 4×7,5 km estafette             |             |
| 30.         | 1 december 2022  | Kontiolahti             | 4×7,5 km estafette             |             |
| 31.         | 11 december 2022 | Hochfilzen              | 4×7,5 km estafette             |             |
| 32.         | 13 januari 2023  | Ruhpolding              | 4×7,5 km estafette             |             |
| 33.         | 22 januari 2023  | Rasen-Antholz           | 4×7,5 km estafette             |             |
| 34.         | 30 november 2023 | Östersund               | 4×7,5 km estafette             |             |
| 35.         | 10 december 2023 | Hochfilzen              | 4×7,5 km estafette             |             |